# 紫果蔺
紫果蔺（学名：Heleocharis atropurpurea）为莎草科荸荠属的植物。分布在非洲、美洲、欧洲、亚洲以及中国大陆的四川、云南、广东、海南、广西、湖南、江苏等地，生长于海拔230米至1,400米的地区，常生长在水田中、田边或湿地，目前尚未由人工引种栽培。